# Archibald Williamson (1er baron Forres)
Archibald Williamson (13 septembre 1860-29 octobre 1931) est un homme d'affaires écossais et un homme politique libéral. Il est titré baronnet, de 1909 à 1922, avant d'être baron Forres.

## Jeunesse
Fils aîné de Stephen Williamson, député, et Annie Guthrie, Williamson fait ses études à Craigmount School, Édimbourg et à l'Université d'Édimbourg.
Il est député libéral d'Elginshire et de Nairnshire de 1906 à 1918, puis de Moray et Nairn jusqu'en juin 1922. Il entre au Parlement à la suite de la victoire libérale de 1906, prenant un siège sur les conservateurs. Il est créé baronnet en 1909. Il est réélu en 1910 avec une majorité réduite. Lors de l'élection générale de décembre 1910 dans l'Elginshire et le Nairnshire, il est réélu sans opposition.
Il est président d'un certain nombre de commissions du ministère de l'Intérieur, de la Chambre de commerce et du Parlement et membre de la Commission d'enquête sur la Mésopotamie en 1916. Il est nommé conseiller privé en 1918. Pour l'élection générale de 1918, sa circonscription est abolie et une nouvelle circonscription Moray et Nairn est créée pour laquelle il est désigné par les libéraux comme candidat. En tant que partisan de David Lloyd George et de son gouvernement de coalition, il est approuvé comme leur candidat. Comme aucun autre candidat ne s'est présenté, il est de nouveau réélu sans opposition. Williamson occupe un poste ministériel junior comme Secrétaire financier au ministère de la Guerre de 1919 à 1921. En juin 1922, avant les élections générales, il est élevé à la pairie comme baron Forres, de Glenogil dans le comté de Forfar.
En dehors du Parlement, il est directeur du chemin de fer central argentin et de plusieurs autres sociétés.
Lord Forres est marié deux fois, d'abord en 1887 à Caroline Maria Hayne (décédée en 1911) et ensuite en 1912 à Agnes Freda Herschell, fille de Farrer Herschell (1er baron Herschell). Il meurt en octobre 1931, âgé de 71 ans, et son fils Stephen lui succède.